# Центр національного відродження імені Степана Бандери
Центр національного відродження імені Степана Бандери — міжнародна благодійна організація, метою якої є відродження і розвиток Української Нації, української культури, мови, традицій та побудова Української Держави.

## Історія
Центр Національного Відродження імені Степана Бандери заснований у 2001 році з ініціативи революційної ОУН(б) як міжнародна благодійна установа. 
Ідея заснування Центру Національного Відродження імені Степана Бандери полягала в створенні установи, яка би офіційно працювала над консолідацією патріотичної української громадськості навколо вирішення актуальних проблем сьогодення, виходячи з національних інтересів та пріоритетів.
Засновниками Центру Національного Відродження ім. Степана Бандери виступили Всеукраїнський Благодійний Фонд «Соборність», «Українська Видавнича Спілка» та «Українська Інформаційна Служба».
Першим Головою Правління Центру був відомий громадсько-політичний діяч Іван Гавдида .
Після загибелі Гавдиди у 2003 році, новим головою центру став Сич Олександр Максимович, мешканець м. Івано-Франківськ.
Надалі, після обрання Сича у Верховну Раду, з 2012 року центр очолював Гребеняк Тарас Володимирович - колишній голова товариства "Вертеп", мешканець м. Тернопіль, а його заступником був історик Василь Бойко, один з колишніх лідерів МНК, також мешканець Тернополя.
У 2020 році Гребеняк пішов з посади директора, залишивши за собою посаду голови Наглядової Ради Міжнародної благодійної установи «Центр Національного Відродження». Новим директором став Рондзістий Тарас Іванович. .
Відділення Центру створено в Івано-Франківській, Тернопільській та Львівській областях, представництва у Сумській, Полтавській, Чернівецькій та Волинській областях , та за кордоном у Канаді, США, Великій Британії.
Центр співпрацює з «Пластом», «Спілкою Української Молоді», «Молодіжним Націоналістичним Конгресом» та іншими.
Центр брав участь в організації багатьох заходів. За ініціативи Центру відбулося проведення конференцій та семінарів, що стосуються консолідації національно-патріотичних сил, а також налагодження дієвої координації діяльності та співпраці депутатів усіх рівнів. Спільно з іншими націоналістичними та державницькими структурами відзначаються українські національні дати та ювілеї, проводяться презентації книг, які розкривають героїчну боротьбу українців за свою державу.
11 липня 2023 року у конференц-залі Центру Національного Відродження ім. Степана Бандери, в рамках проекту «Свобода народам», відбулася зустріч народних депутатів України та представників поневолених народів так званої російської федерації. В обговоренні взяли участь правозахисник, журналіст та представник АБН-Кавказ Ельхан Нурієв, співзасновник Кримської ліги захисту прав людини, кримськотатарський дисидент Синавер Кадиров, член Руху за Незалежність Бурятії Марина Ханхалаєва, голова Кавказького Союзу Джабраїл Мірзоєв, заступник голови Конгресу Ойрад-Калмицького Народу Володимир Довданов, представник саха-якутського народу Владислав Амосов, представник ерзянського народу та один із лідерів Ліги Вільних Націй Сиресь Боляєнь. З українського боку, учасниками обговорення стали  співголова міжфракційного об’єднання «За деколонізацію і демонтаж російської імперії» Олег Дунда, перший заступник голови комітету ВРУ з питань антикорупційної політики Ярослав Юрчишин, а також колишні активісти Конгресу українських націоналістів: юрист Шипілов Леонтій Миколайович, 1977 року народження, уродженець Харкова, та політолог Басараб Михайло Іванович, 1977 року народження, уродженець м. Дрогобич. 

## Завдань Центру
- подання допомоги у розвитку видавничої справи, засобів масової інформації, інформаційної інфраструктури в Україні;
- сприяння усуненню із суспільної свідомості негативних стереотипів про українські національно-визвольні змагання, ОУН-УПА, націоналізм;
- сприяння забезпеченню економічних та соціальних реформ в інтересах українського народу шляхом декомунізації, деколонізації України та утвердження соціально-ринкової економіки в опорі на власні сили Української Нації;
- здійснення благодійної роботи над відновленням і зміцненням українського духу в діаспорах, особливо українських етнічних територіях за кордоном і допомога у справі розвитку національної свідомості, культури, освіти;
- сприяння утвердженню ролі релігійно-християнського виховання молоді, ролі християнської віри і діяльності традиційних українських Церков у справі розбудови української нації і всього суспільства;
- надання допомоги в утвердженні української мови, українських національних традицій в українських родинах, в щоденному побуті та суспільному житті;

всебічне сприяння розвиткові державних та приватних ЗМІ в напрямку їх національно-- державницької орієнтації та наповнення українським змістом;
- встановлення контактів з державними та громадськими органами України та інших країн для сприяння створенню необхідних умов розвитку української освіти, культури, науки, охорони здоров'я;
- участь у розробці та фінансуванні програм та інших заходів по відродженню історичних та культурних цінностей України;
- активізація громадськості до участі в суспільно-політичних процесах;
- об'єднання зусиль усіх патріотичних структур, які стоять на засадах національної ідеї.

## Діяльність
За допомоги ЦНВ щорічно проводиться Молодіжний фестиваль патріотичної пісні «Сурми Звитяги», Молодіжна військово-патріотична та фізкультурно-спортивна гра «Сокіл — Джура», Міжнародний турнір з вільної боротьби серед юнаків, присвяченої пам'яті Степана Бандери, благодійна акція «Свій до свого по своє», благодійна акція «Милосердя», програма «Правда про УПА».